# Discopyge
Discopyge – rodzaj ryb chrzęstnoszkieletowych z rodziny Narcinidae.

## Rozmieszczenie geograficzne
Do rodzaju należą gatunki występujące w wodach południowo-zachodniego Oceanu Spokojnego.

## Morfologia
Długość ciała do 53,8 cm.

## Systematyka
Rodzaj zdefiniował w 1846 roku austriacki zoolog Johann Jakob Heckel w rozdziale dotyczącym ichtiologii w publikacji Johanna Jakoba von Tschudiego poświęconej  badaniom nad fauną peruwiańską. Gatunkiem typowym jest (oznaczenie monotypowe) D. tschudii.

### Etymologia
Discopyge: łac. διπλοος discus ‘dysk, talerz’; -πυγος -pugos ‘-zady’, od πυγη pugē ‘zad’.

### Podział systematyczny
Do rodzaju należą następujące gatunki:
- Discopyge castelloi Menni, Rincón & García, 2008
- Discopyge tschudii Heckel, 1846